# Andreaskirche (Zürich-Sihlfeld)

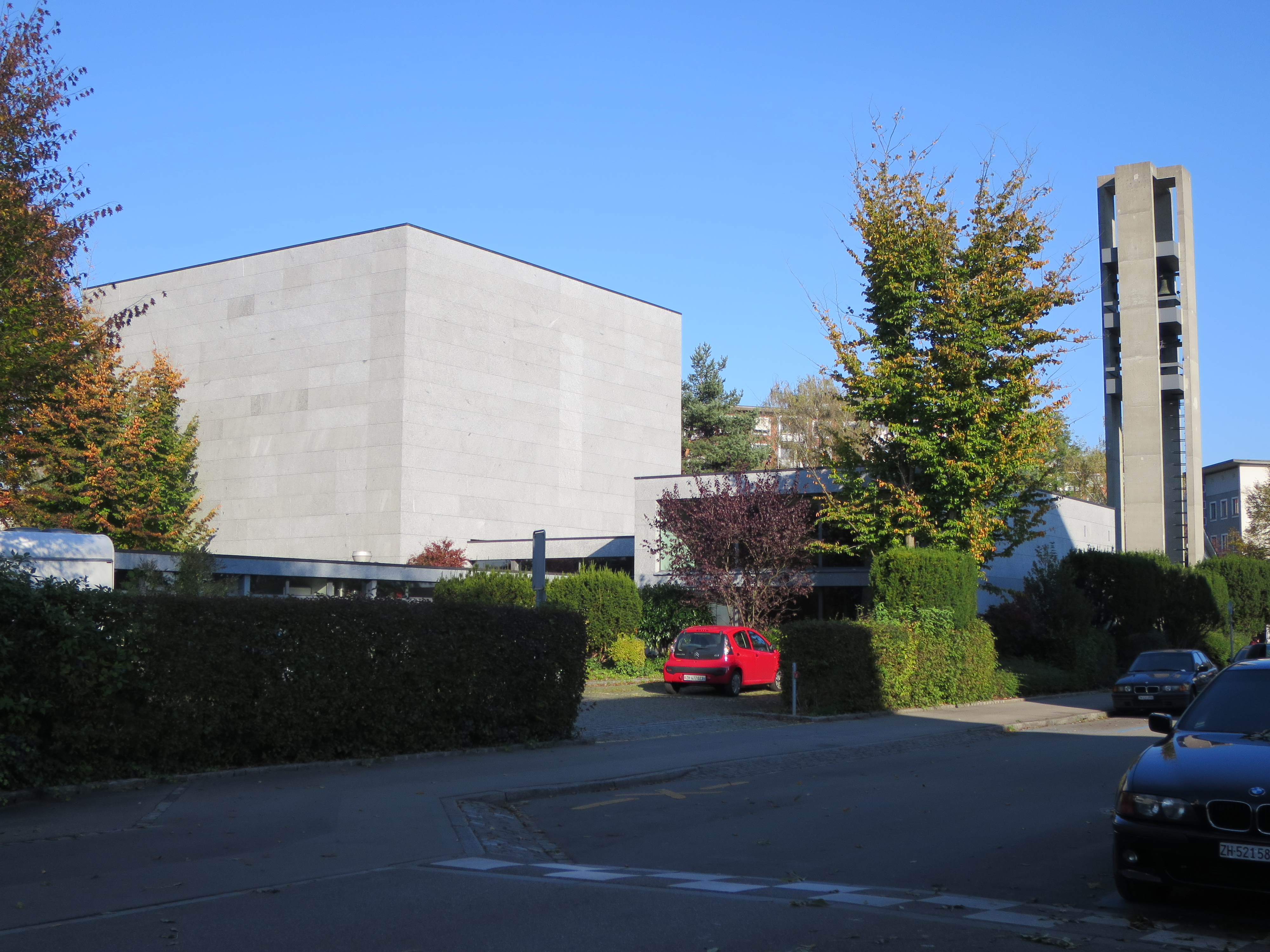
Andreaskirche Sihlfeld – Ansicht von Westen

Die Andreaskirche (auch: Kirche Sihlfeld oder Monolith) ist ein evangelisch-reformiertes Kirchengebäude im Quartier Sihlfeld, Zürich. Es befindet sich an der Brahmsstrasse 100 westlich des Albisriederplatzes unweit des Friedhofs Sihlfeld. Seit dem 1. Januar 2019 gehört sie zum Kirchenkreis drei der evangelisch-reformierten Kirchgemeinde Zürich.

## Baugeschichte
Im Zürcher Quartier Sihlfeld wurde besonders in den 1940er- und 1950er-Jahren stark gebaut, sodass das Bedürfnis nach einer eigenen reformierten Kirche im Quartier entstand. In unmittelbarer Nähe der Kirche war in den Jahren 1951–1955 auch die Siedlung Heiligfeld, die erste Hochhaussiedlung der Stadt, entstanden. 1956–1957 fand ein Architekturwettbewerb statt, den Jakob Padrutt (1908–1960), der u. a. auch das Stadtzürcher Schulhaus Allenmoos gebaut hatte, gewann. Nach seinem frühen Tod wurde die Kirche nach Padrutts Plänen in den Jahren 1965–1966 durch das Architekturbüro von Frank Bolliger, Heinz Hönger und Werner Dubach realisiert. 2003–2004 wurde die Fassade renoviert.

## Beschreibung
Stilistisch kann die Kirche im Rahmen der grossen Bewegungen der Nachkriegsmoderne nicht klar gefasst werden. Die Dominanz von Sichtbetonelementen erlaubt am ehesten eine Zuordnung zum Brutalismus.

### Äusseres
Die Kirche liegt abseits der städtischen Hauptverkehrsrouten inmitten eines Wohnquartiers. Auffallendstes Bauelement ist der Campanile, der aus vier Sichtbetonquadern besteht. Horizontales Gegenstück dazu bilden die drei zwischen den Pfeilern eingezogenen Böden der Glockengeschosse. Das vierstimmige Geläut wurde von der Giesserei H. Rüetschi, Aarau erstellt. Die grösste Glocke ist die «Andreas-Glocke»; sie trägt die Inschrift: «Wir haben den Christus gefunden.» Die mittlere, die «Petrus-Glocke», ist beschrieben: «Herr wo sollen wir gehen?» Die «Johannes-Glocke» besitzt die Inschrift: «Er muss wachsen, ich aber abnehmen.» Auf der «Philippus-Glocke» steht: «Folge mir nach.»
Der Turmhahn von Silvio Mattioli ist statt an der Spitze am Fusse des Kirchturmes angebracht. Über weite Teile des Kirchenvorplatzes erstreckt sich ein Vordach. Nördlich des Vorplatzes befindet sich das Kirchgemeindehaus, während die Kirche selbst im Westen des Vorplatzes steht. Das Kirchenzentrum besteht aus drei Quadern, von denen der erste das Foyer und Gemeinderäume, der zweite den Gemeindesaal und der dritte den Kirchenraum umfasst. Dieser dritte Quader hat die Form eines Kubus und überragt die beiden anderen deutlich. Durch die Verkleidung der Fassaden mit Granitplatten und den Verzicht auf Fenster wirkt das Kirchengebäude, besonders von Norden betrachtet, wie ein einziger Würfel, weshalb es auch als Monolith bezeichnet wird.

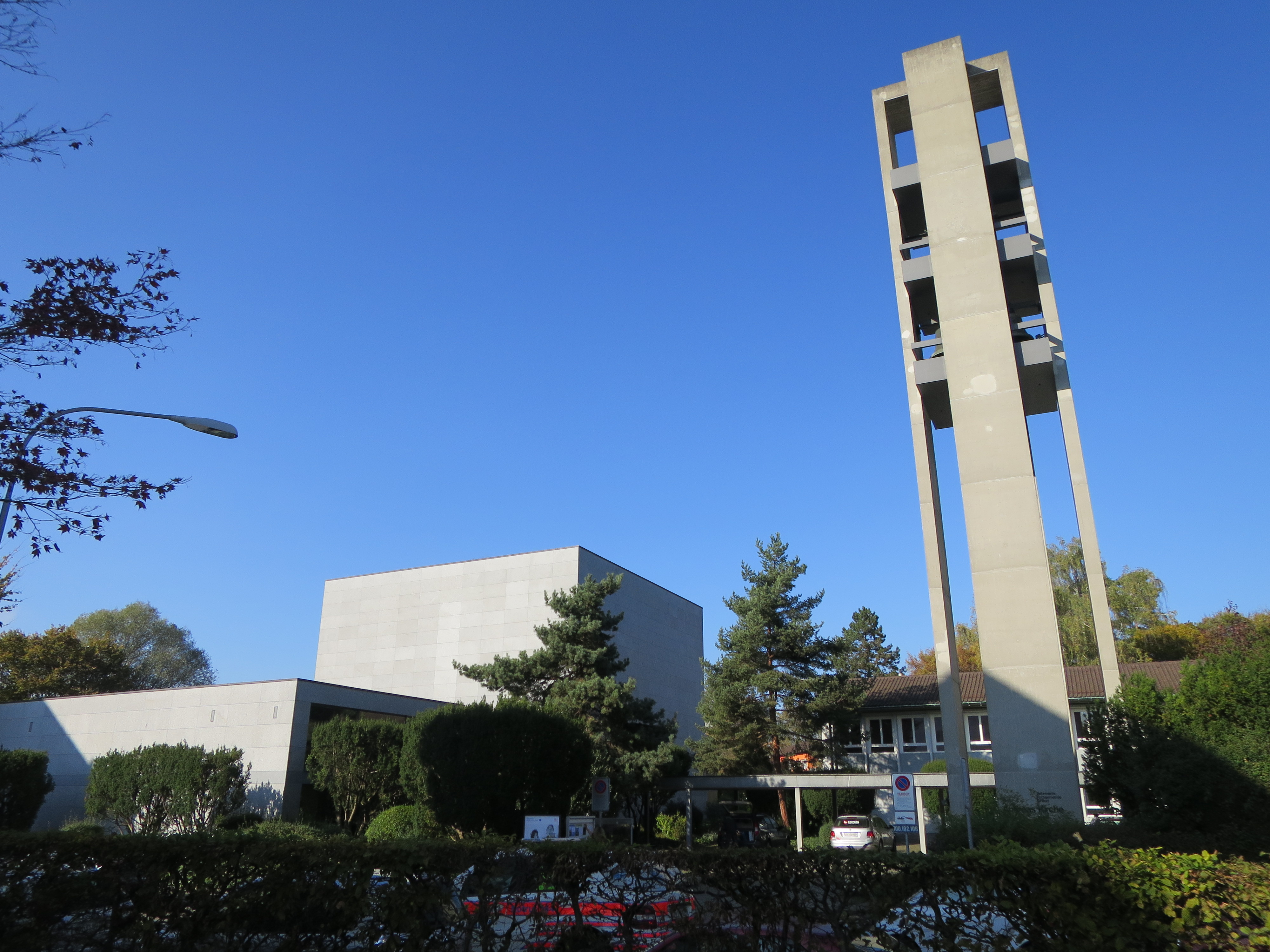
Ansicht der Kirche von Süden
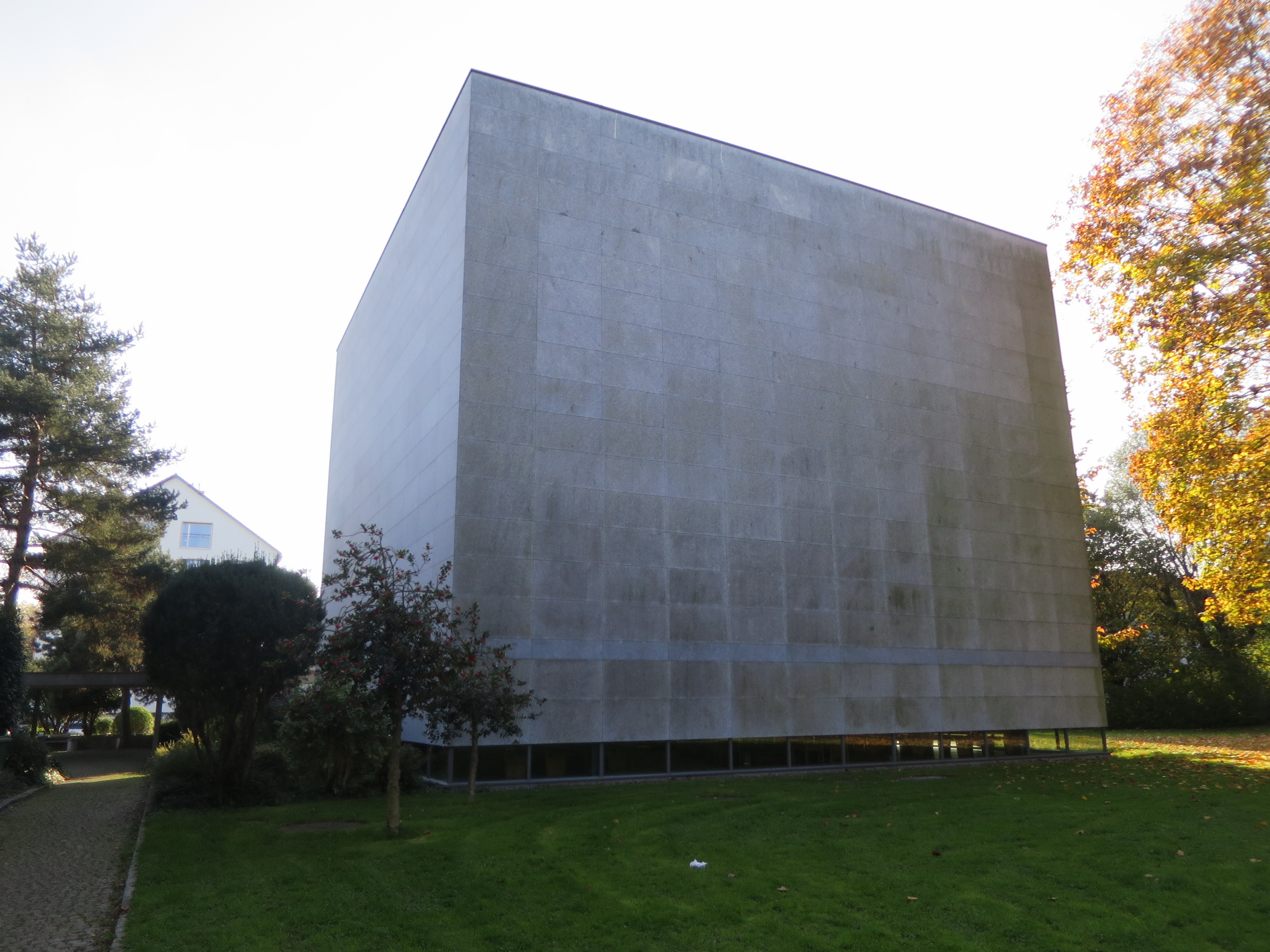
Monolith von Norden
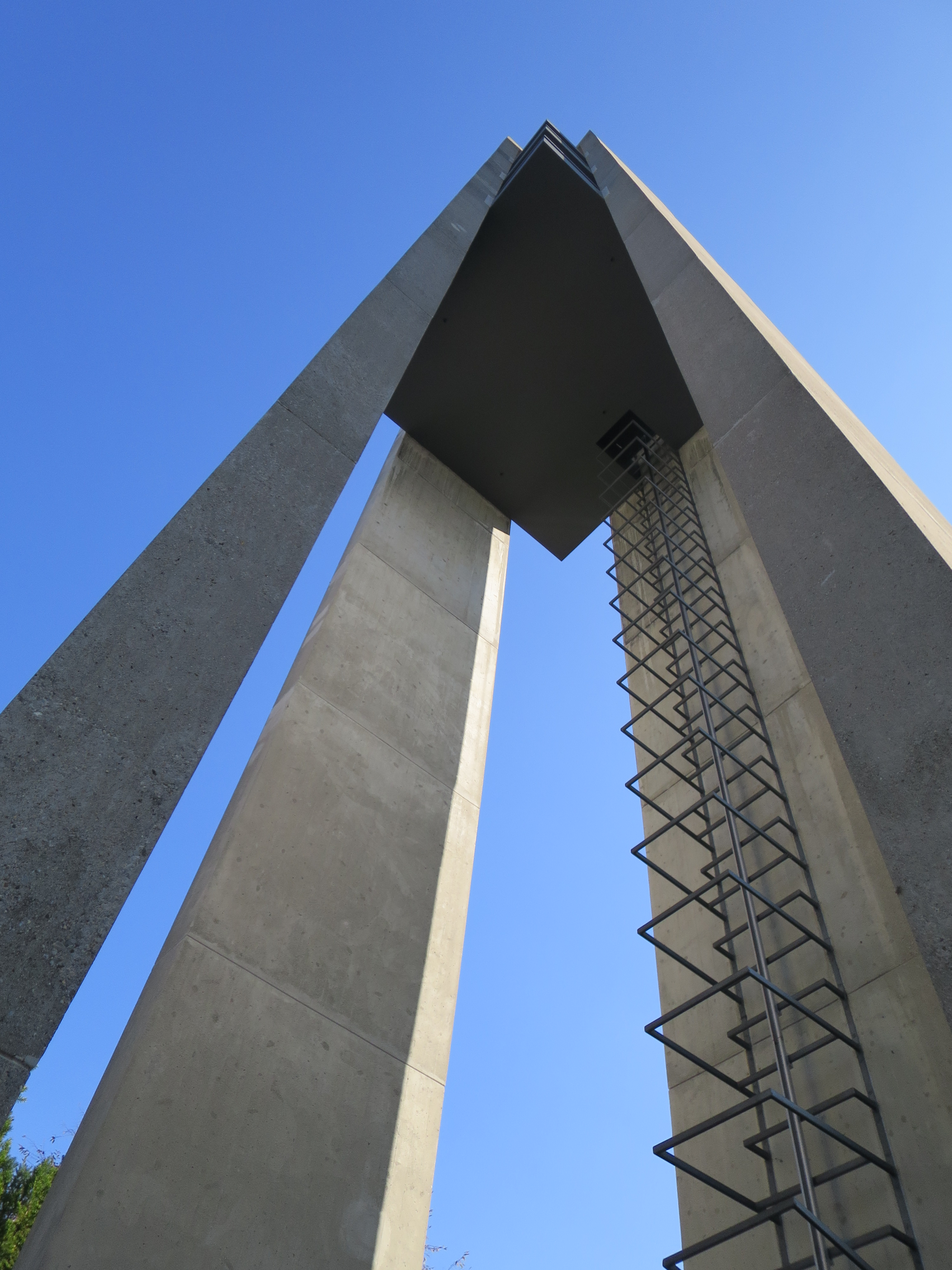
Campanile
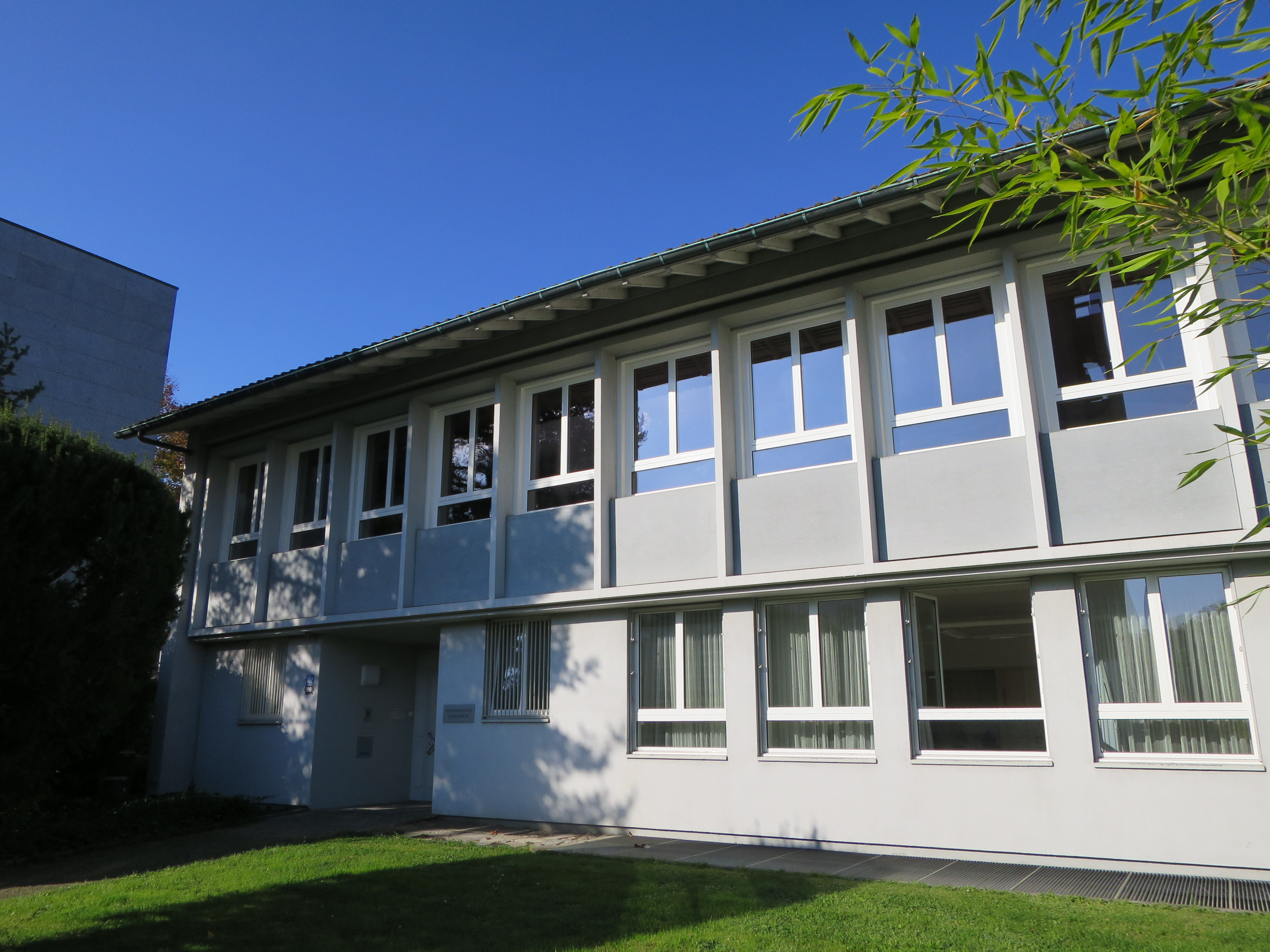
Kirchgemeindehaus

### Innenraum

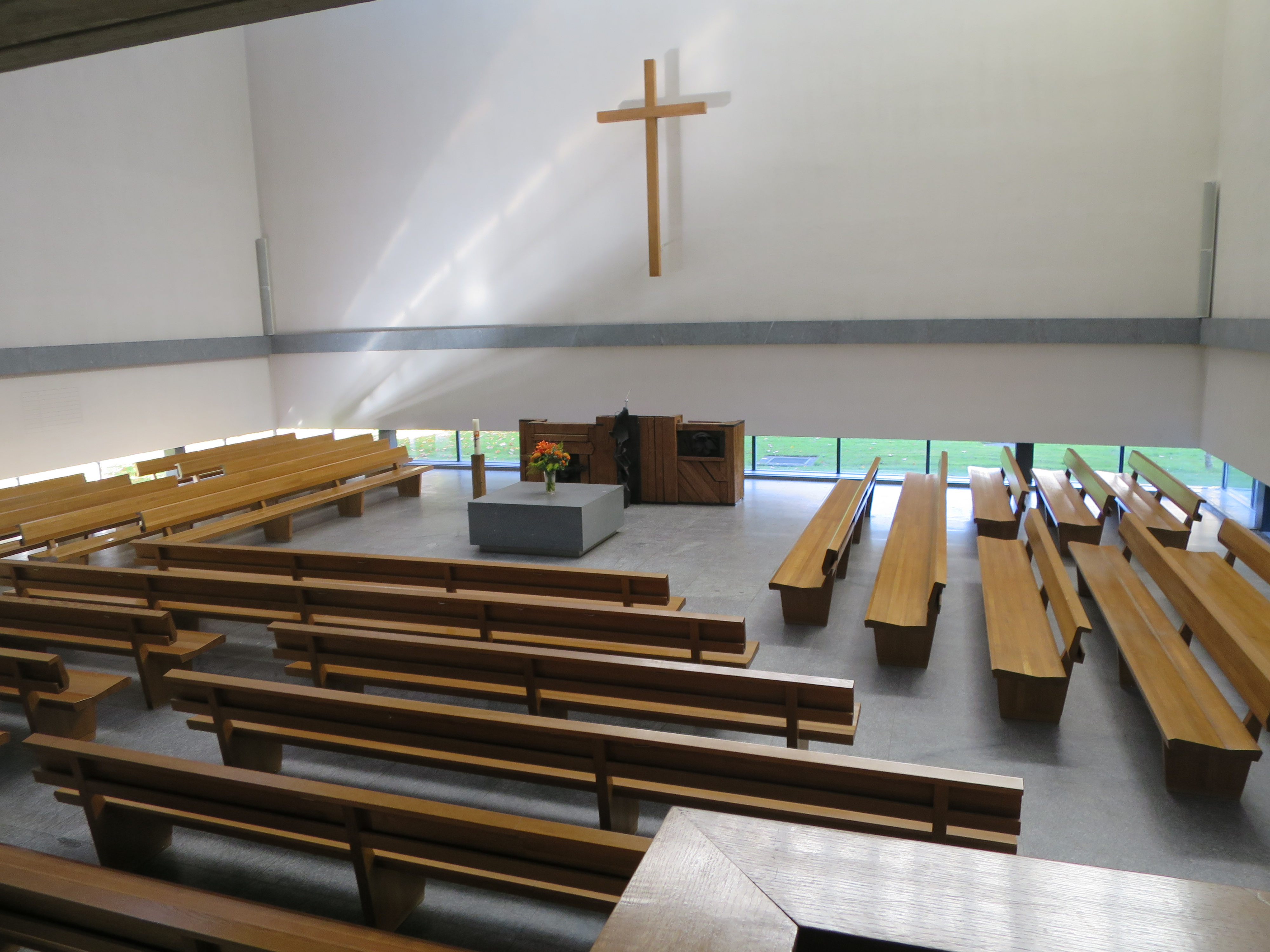
Innenraum der Kirche

Durch das weitläufige Foyer gelangt man in den Kirchenraum, der, wie der Aussenbau, die Form eines Würfels hat. Bemerkenswert ist das Beleuchtungskonzept der Kirche: Ein schmales Fensterband zieht sich unmittelbar über dem Boden den Wänden entlang. Weitere Fenster befinden sich an der Decke, unter die eine monumental wirkende Kassettendecke aus Sichtbeton eingezogen ist, dessen Konstruktion derjenigen der katholischen Kirche St. Agnes in Erlenbach ähnlich ist. Nur durch die Verstrebung dieser zweiten Decke mit der Wand dringt Licht in den Kirchenraum. Obwohl auf grössere Fensterflächen verzichtet wird und die schwere brutalistische Decke über dem Kirchenraum hängt, wirkt der Raum hell und leicht.
Die Kirchenbänke sind links und rechts gegenüber der Hauptachse um 90° angewinkelt, sodass die Bestuhlung etwas an ein Griechisches Theater erinnert. Die Liturgiezone wird durch den zentralen kubischen Abendmahlstisch und die aus unbearbeitetem Holz und Metallbeschlägen künstlerisch gestaltete Kanzel dominiert. Diese Anordnung von Kirchenbänken und Chorraum wurde damals besonders auch im katholischen Kirchenbau umgesetzt, u. a. in der zeitgleich entstandenen Kirche Allerheiligen in Zürich-Neuaffoltern. Das schlichte Holzkreuz oberhalb der Kanzel wurde zum 50-jährigen Jubiläum des Kirchenbaus 2014 durch ein neues Kreuz von Giuseppe Buzzi ersetzt.

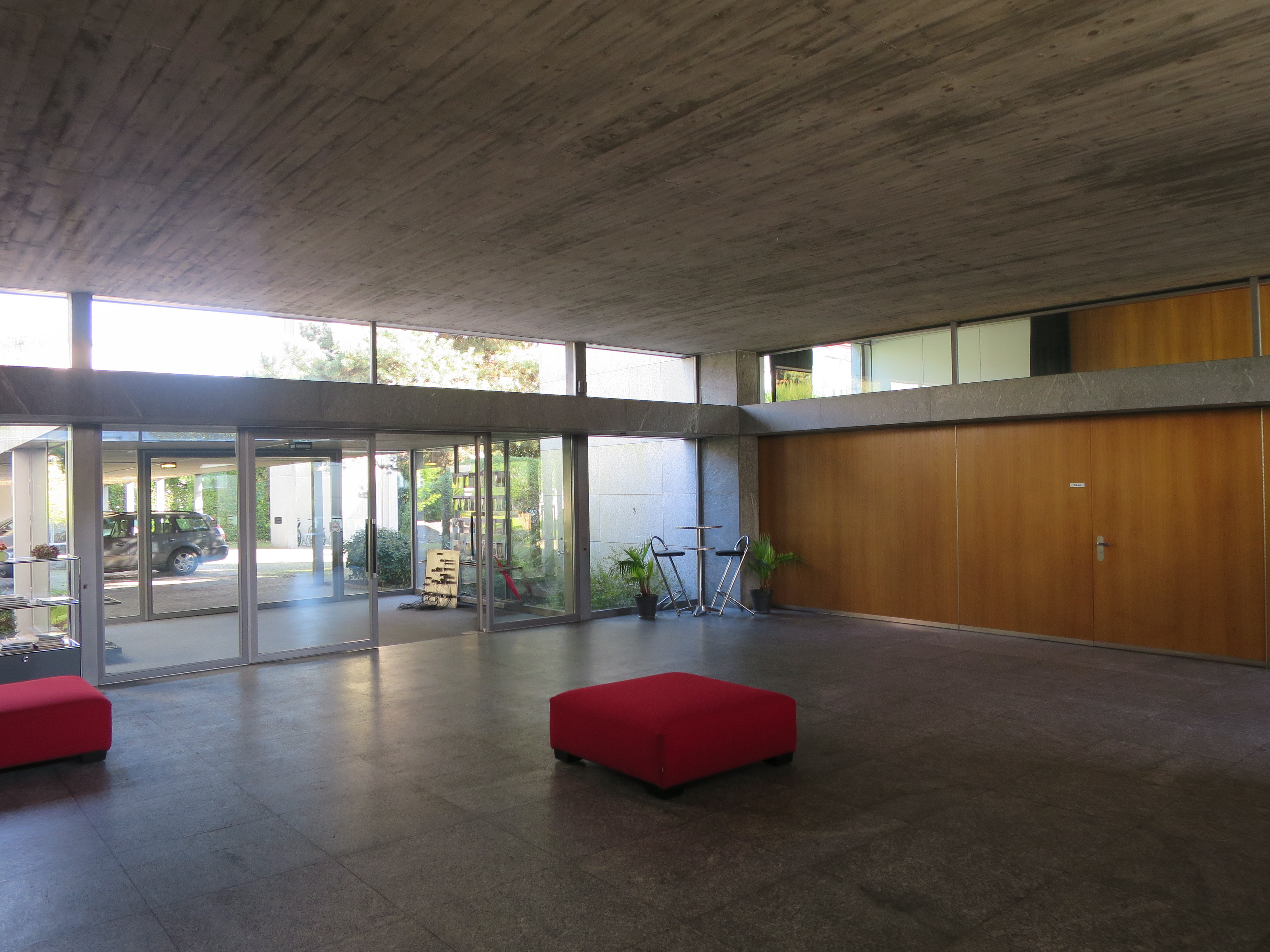
Foyer
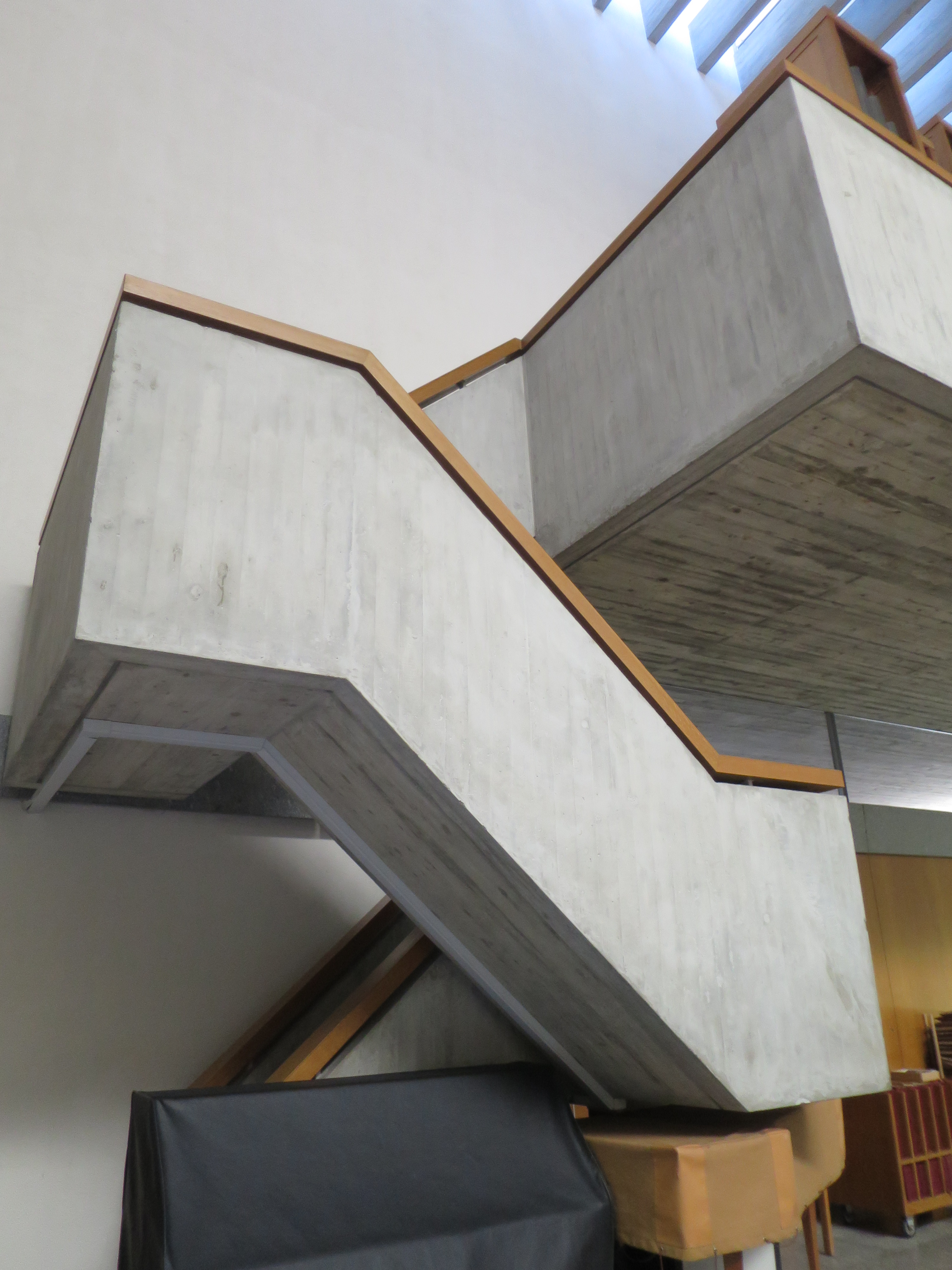
Emporenaufgang
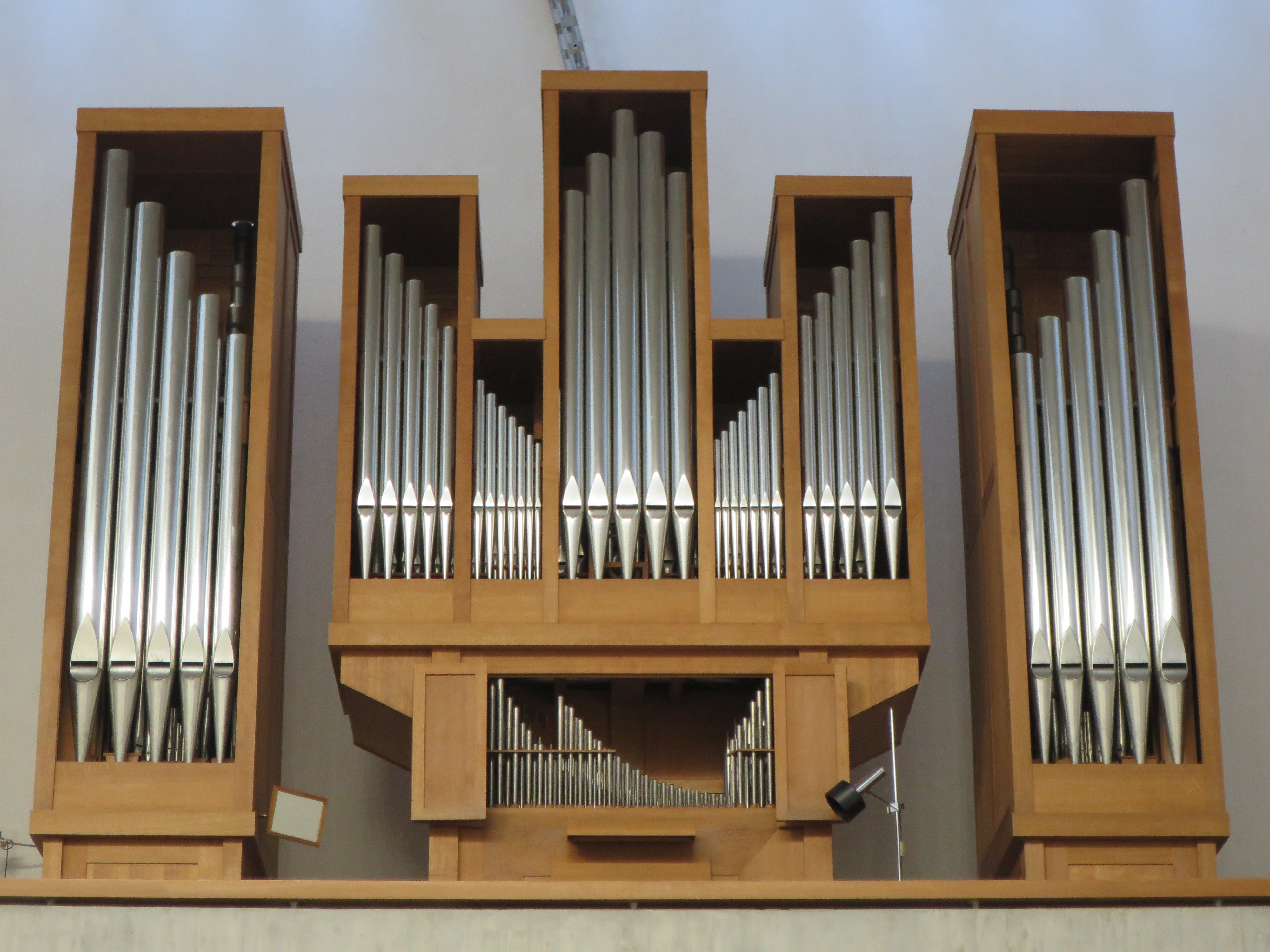
Metzler-Orgel
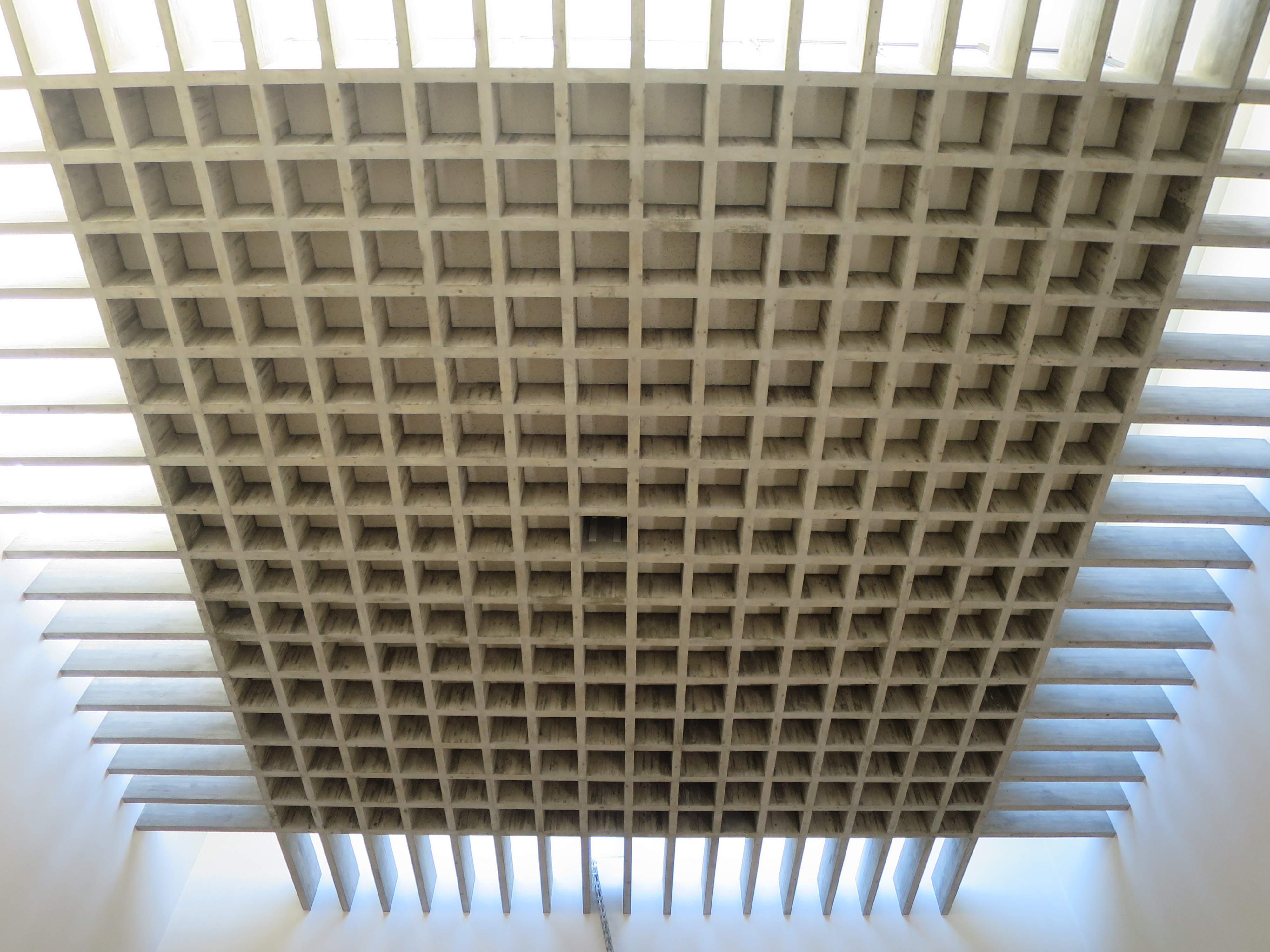
Kassettendecke

## Orgel
Auf der Rückseite des Kirchenraumes befindet sich die Empore aus Sichtbeton mit markanter Treppe. Sie trägt eine Orgel der Firma Metzler Orgelbau aus dem Jahr 1965. Das Instrument hat zwei Manuale und Pedal mit insgesamt 20 klingenden Registern. Der am Orgelprospekt ersichtliche klare Werkaufbau in Hauptwerk, Brustwerk und Pedal (zwei flankierende Pedaltürme) setzt einen traditionsverbundenen Gegenakzent zur Modernität des Kirchenraums.
Die Disposition lautet:
| Hauptwerk C–g3 |       |
| Principal      | 8′    |
| Hohlflöte      | 8′    |
| Octave         | 4′    |
| Spitzflöte     | 4′    |
| Sesquialter    | 2 ⁄3′ |
| Octave         | 2'    |
| Mixtur IV      | 1 ⁄3′ |

| Brustwerk C–g3 |       |
| Gedackt        | 8′    |
| Rohrflöte      | 4′    |
| Principal      | 2′    |
| Spitzgedackt   | 2′    |
| Larigot        | 1 ⁄3′ |
| Cymbel         | 1⁄2′  |
| Krummhorn      | 8′    |

| Pedal C–f1 |     |
| Subbass    | 16′ |
| Octavbass  | 8′  |
| Octave     | 4′  |
| Mixtur III | 2′  |
| Fagott     | 16′ |
| Trompete   | 8′  |

- Koppeln: II/I, I/P, II/P
- Spielhilfen: Absteller Trompete und Mixtur